# 兴山县各级文物保护单位列表
以下为中华人民共和国湖北省宜昌市兴山县各级文物保护单位列表。

## 全国重点文物保护单位
| 名称           | 分类   | 时代 | 地点   | 公布             | 图片 |
| -------------- | ------ | ---- | ------ | ---------------- | ---- |
| 李来亨抗清遗址 | 古遗址 |      | 明至清 | 2013年第七批国保 |      |

## 湖北省文物保护单位
- 昭君村楠木井	兴山县	明、清	古建筑及历史纪念建筑物	第三批
- 白羊寨及圣帝行宫碑	兴山县	清	古建筑及历史纪念建筑物	第三批
- 古夫民居	兴山县	清	古建筑	第四批
- 百城遗址	兴山县	明	古遗址	第五批
- 王家祠堂	兴山县	清	古建筑	第五批
- 洋房子	兴山县	1911年	近现代重要史迹及代表性建筑	第五批
- 唐君命墓	兴山县	明	古墓葬	第六批
- 兴山川汉铁路桥墩	1909-1911年	近现代重要史迹及代表性建筑	第六批